# هيغنز (فوهة المريخ)
هيغنز (بالإنجليزية: Huygens)‏ هي فوهة صدمية يبلغ قطرها 410 كيلومترات تقع على المريخ في رباعي لابيجيا عند 14.1 درجة جنوبًا و 55.4 درجة شرقًا، في منطقة تيرا السبع، سميت على شرف كريستيان هوغنس (1629-1695) عالم الرياضيات والفلك والفيزيائي الهولندي.

## مراقبة هيغنز
كان العلماء سعداء برؤية القنوات المتفرعة في الصور الملتقطة بمركبة فضائية مرسلة إلى مدار حول المريخ. يعد وجود هذه القنوات دليلًا قويًا على أن الكثير من المياه كانت تتدفق مرة واحدة على سطح الكوكب. ربما تكون بعض المكونات البسيطة قد عاشت ذات يوم حيث كان الماء. تُعرض مجموعة ممتازة من هذه القنوات في الصورة أدناه لحافة هيغنز الملتقطة باستخدام ثيميس
اُكتشفت الكربونات (الكالسيوم أو كربونات الحديد) في فوهة بركان على حافة هيغنز، التأثير على المواد المكشوفة للحافة التي حُفرت من التأثير الذي تسبب في إنشاء هيغنز.

## الجغرافيا والجيولوجيا
إنه تكوين قديم جدًا، تبلغ حوافه أكثر من 3000 متر فوق المستوى المرجعي للمريخ، مع حلقة مركزية نصفها نقوش عريضة وناعمة - علامة محتملة على ترسيب البحيرة - يقع معظم قاعدتها على ارتفاع يزيد عن 1000 متر فوق المستوى المرجعي، باستثناء الجزء السفلي من الحفر الصغيرة الحديثة والنقوش المجوفة جدًا.
تظهر حواف فوهة البركان هيغن علامات للتآكل النهري، مع وجود سلسلة من الوديان تسمى ليريس فاليس إلى الشمال الشرقي من فوهة البركان، والتي تشير إلى احتمال وجود بحيرة مرة واحدة في نوشيان - أو حتى هسبريان - ضمن هذا الهيكل.

## صور

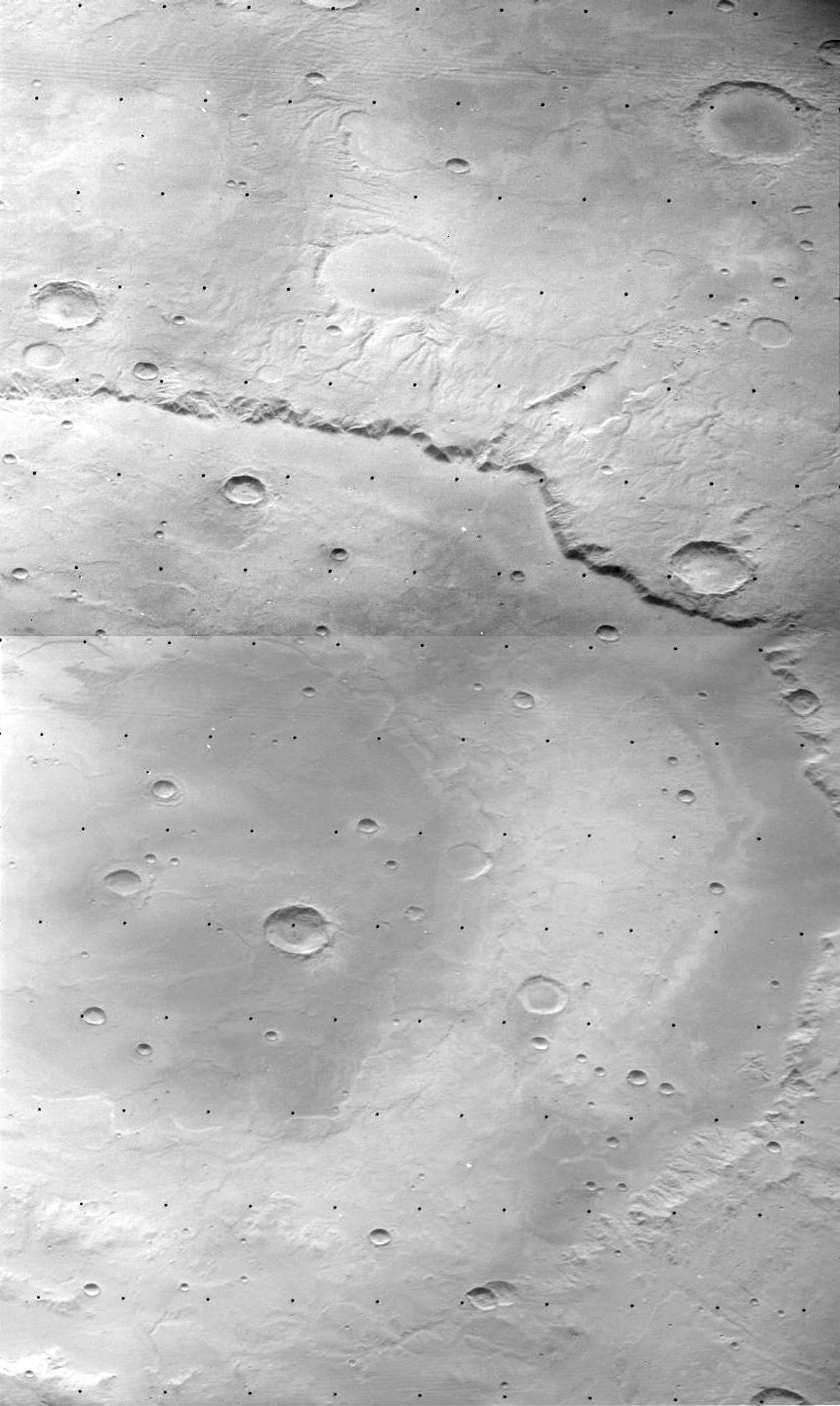
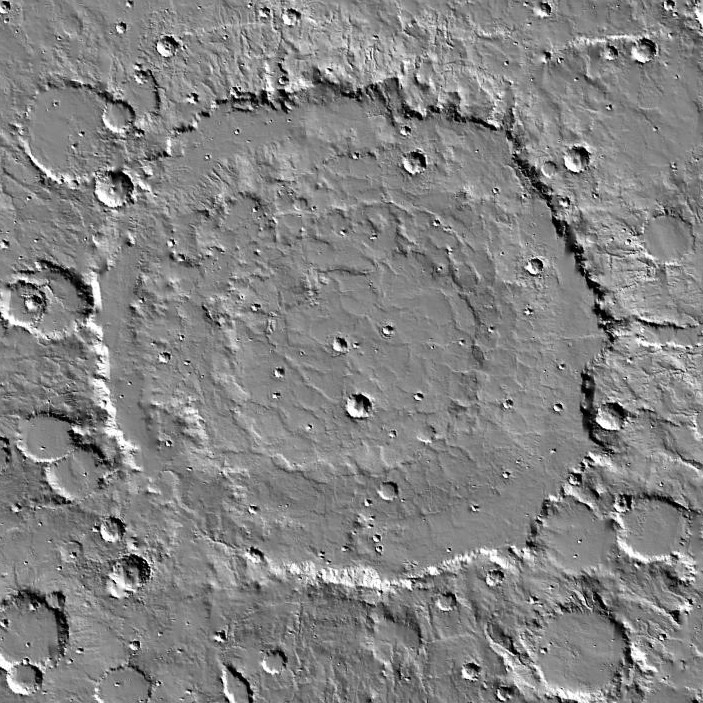
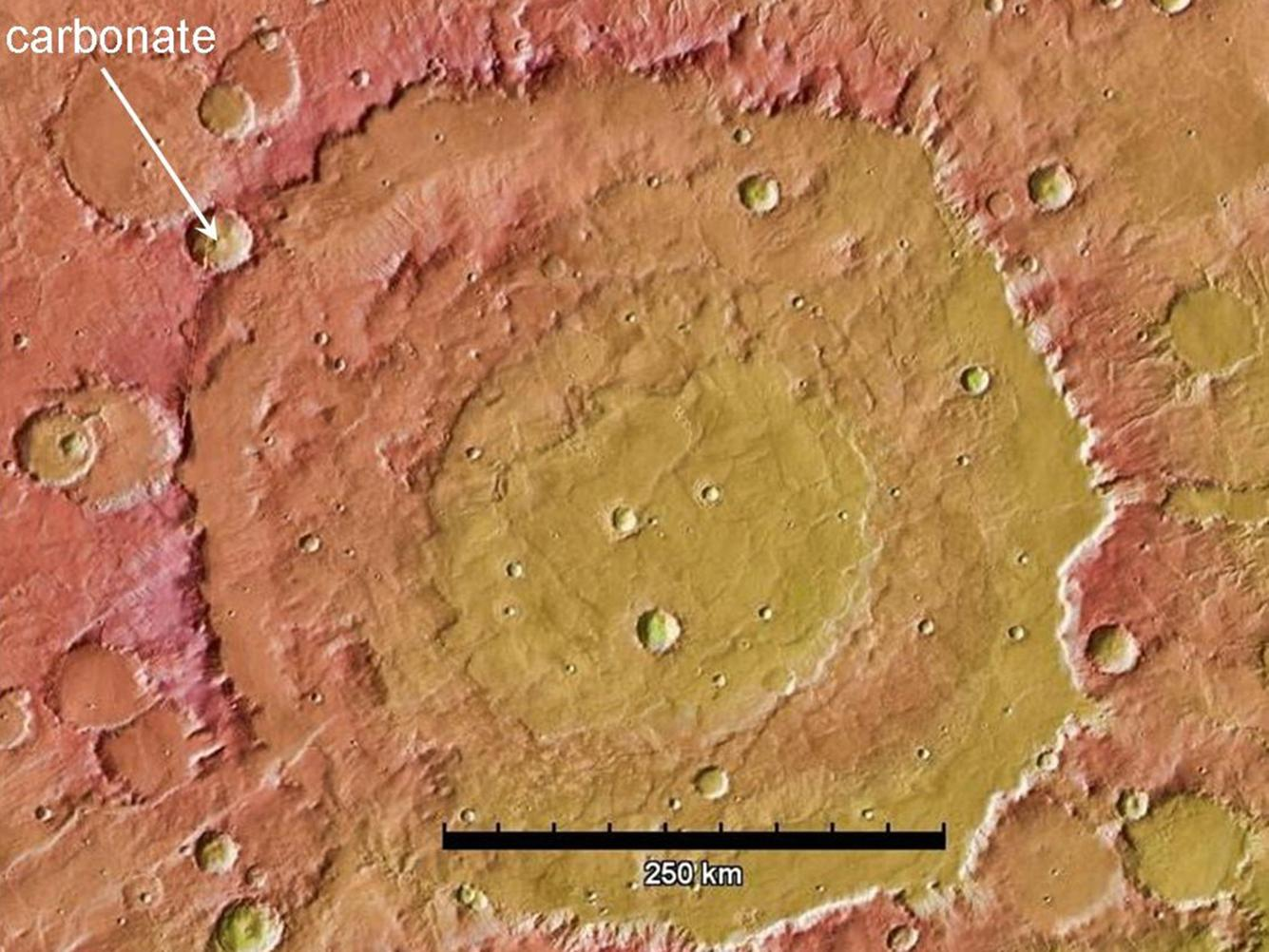
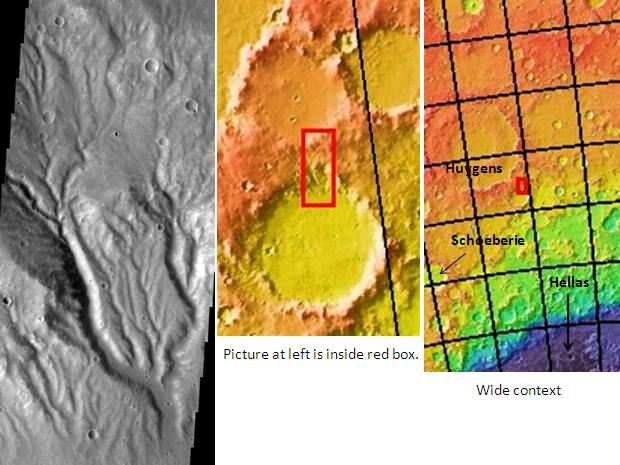
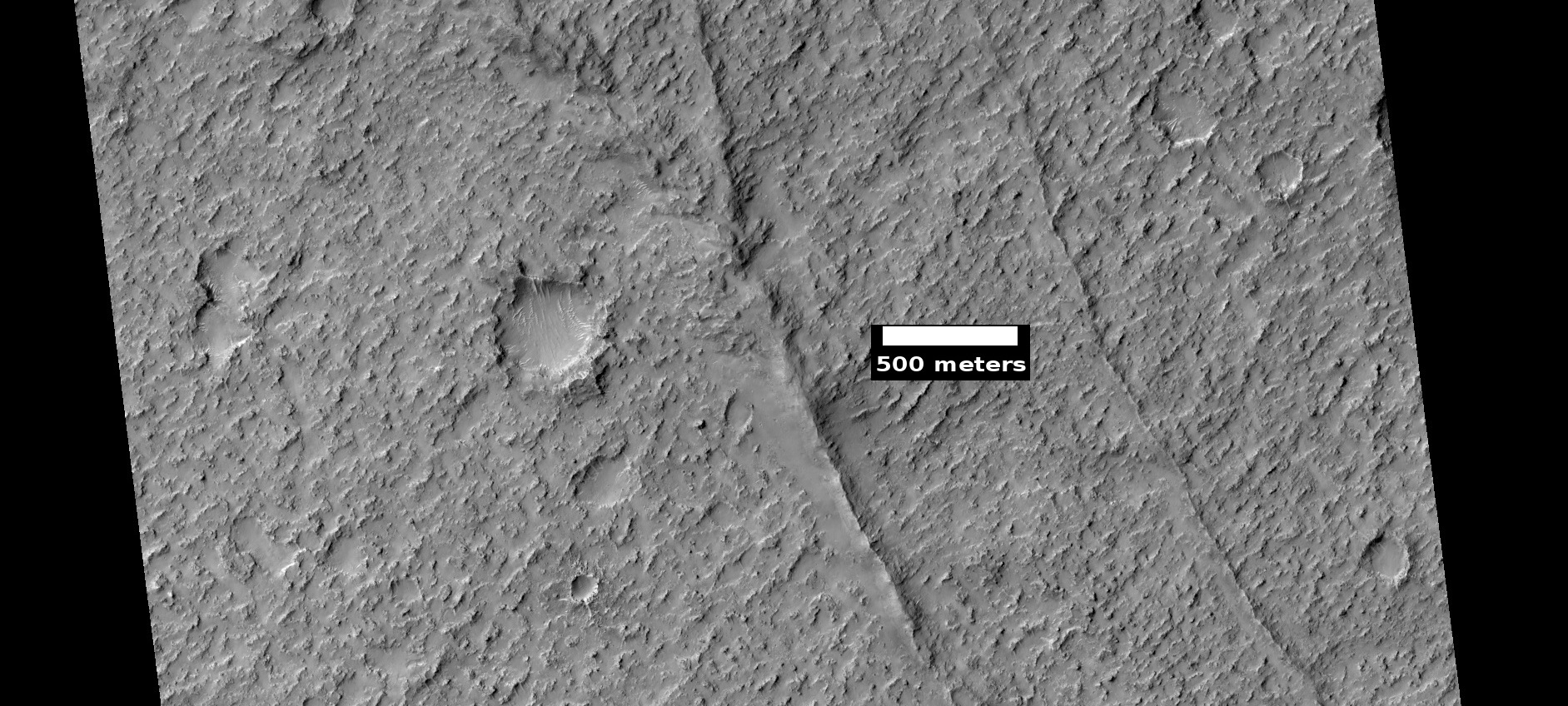
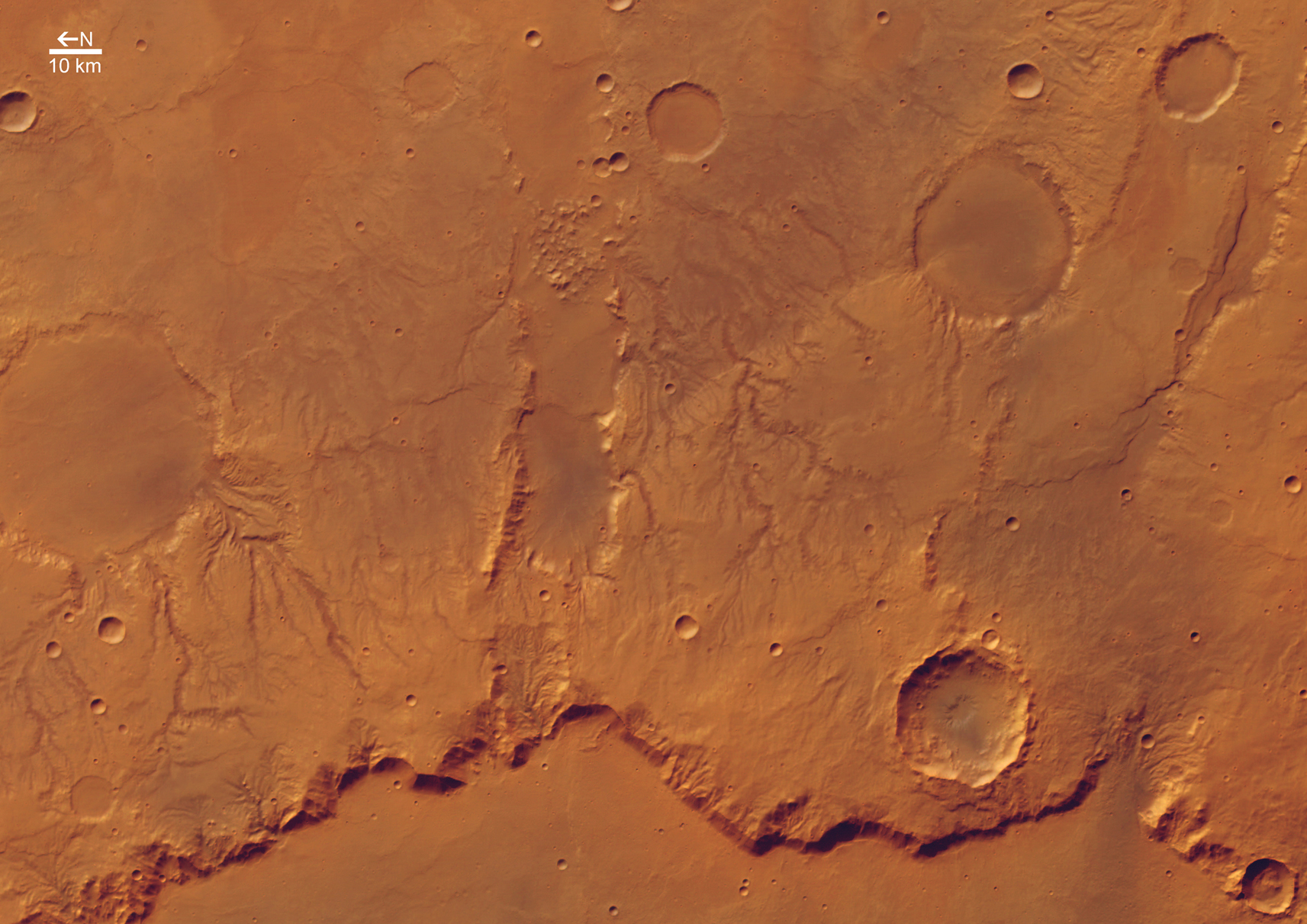